# Cameron Burgess
Cameron Burgess (* 21. Oktober 1995 in Aberdeen) ist ein australisch-schottischer Fußballspieler. Seit 2021 spielt er für den englischen Drittligisten Ipswich Town.

## Karriere

### Verein
Burgess begann seine Karriere in Schottland in seiner Heimatstadt beim FC Aberdeen, danach spielte er bei Celtic Glasgow. Im Alter von elf Jahren zog er von Aberdeen nach Australien. In Australien spielte er für ECU Joondalup. 2012 wechselte er nach England zum FC Fulham, für den er im August 2014 in der Championship debütierte. Im Januar 2015 kehrte er bis zum Saisonende nach Schottland zurück, wo er an den Erstligisten Ross County verliehen wurde, für den er jedoch kein Spiel absolvierte. Im Januar 2016 wurde er an den Fünftligisten Cheltenham Town verliehen. Weitere Vereine in seiner Laufbahn waren Oldham Athletic, der FC Bury, Scunthorpe United, Salford City und Accrington Stanley, die jeweils in der dritten oder vierten Liga unterwegs waren. Im August 2021 schloss er sich dem ebenfalls drittklassigen Klub Ipswich Town per Dreijahresvertrag an.

### Nationalmannschaft
Burgess spielte zunächst für Schottland, ehe er 2014 beschloss für Australien aufzulaufen. Für Australien spielt er in der U-20- und der U-23-Auswahl.

## Persönliches
Sein Großvater ist der ehemalige schottische Fußballnationalspieler Campbell Forsyth, sein Vater Stuart war ebenfalls Fußballspieler.